# Volkswagen Transporter T2
La sfârșitul anului 1967, a fost introdusă a doua generație a Volkswagen Type 2 (T2). A fost construit în Germania de Vest până în 1979. În Mexic, Volkswagen Kombi și Panel au fost produse din 1970 până în 1994. Modelele înainte de 1971 sunt adesea numite T2a (sau „Early Bay”), în timp ce modelele după 1972 sunt numite T2b (sau „Late Bay”).